# ASP (группа)
ASP (произносится одним словом, «АСП»,  и не как аббревиатура) — немецкая готик-рок группа из Франкфурта-на-Майне; в их музыке сочетается влияние альтернативного рока, Neue Deutsche Härte, электронной музыки, фолка и дарквейва с добавлением готического антуража. Известность им принёс цикл Schwarzer Schmetterling («чёрная бабочка»), в который вошли первые пять альбомов группы; цикл можно рассматривать как готический роман. Группа подчёркивает эту особенность музыки выражением Tales of ASP и жанровое определение собственной музыки как „Gothic Novel Rock“. Основатели группы — Alexander Frank Spreng (вокал) и Matthias Ambré (гитара). Группа была основана в 1997 году.

## История

### Основание группы (1999)
Группа ASP была основана Александром Франком Шпренгом (нем. Alexander Frank Spreng, «Asp») и Матиасом Амбре (Matthias Ambré (Matze)), бывшими участниками группы Gabi-Mohnbrot  летом 1999 года в "одном из Гессенских трактирчиков" после длительных разногласий в их прежней группе. Название „Asp“ предложил Шпренг, именно так он подписывался в школьной газете. В качестве названия группы псевдоним записывается полностью прописными буквами. Тогда же был создан логотип группы.  Первый сайт ASP в состав группы включает также Андреаса Гросса (Andreas Gross (Tossi)), также бывшего участника Gabi-Mohnbrot и басиста ASP.
В конце года в импровизированной студии на квартире будущего ударника ASP Оливера Химмигхоффена (Oliver Himmighoffen (Himmi))., также бывшего участника Gabi-Mohnbrot, был записан первый Promo-CD с песнями  Schwarzer Schmetterling, Sing Child и Teach Me War. Музыка пришлась по вкусу диджеям и слушателям, но контрактов со звукозаписывающими фирмами ещё не было. Участники группы также не собирались давать концерты.

### Первый альбом (2000 - 2003)
В 2000 году группа подписала контракт со звукозаписывающим лейблом Trisol Records и первый раз выступила на фестивале Gothicworld Festival в Геретцхофене, организованном онлайн-магазином „The Gothicworld“. 3 ноября 2000 года вышел первый альбом группы Hast du mich vermisst?. Альбом :duett вышел 26 октября 2001 года. В декабре ASP вместе с группами L’Âme Immortelle, Janus и Chamber организовали фестиваль Die Zusammenkunft. 28 июня 2002 года вышел ремикс альбома :duett под названием Zusammenkunft E.P.; композиции записали музыканты, близкие к ASP. Среди них - группа Samsas Traum, записавшая песню Schwarz; Шпренг, в свою очередь, исполнил песни для программного альбома Samsas Traum Tineoidea (2003). В феврале 2003 года вышел сингл Weltunter, и ASP едут в турне с L'Âme Immortelle и Unheilig. В августе 2003 года под тем же названием выходит третий альбом группы. В альбом включены композиции  Stille der Nacht и Ich will brennen.

### 2004 - 2006
В 2005 году Маркус Тестори (Marcus Testory) отказывается выступать на концертах группы и начинает свой проект - группу Chamber. Группа принимает решение выступать без хора, и Холгер (Holger) тоже покидает группу.  В марте 2004 года обанкротилась звукозаписывающая компания EFA (Energie für Alle), и ASP, как и другие немецкие группы, в сентябре заново выпустила три своих альбома в новом оформлении. В сентябре того же года ASP совместно с музыкальным журналом Zillo начинает творческий конкурс Hässlich, в котором принимают участие ремиксы, а также по-новому спетые версии песен. После проблем с определением победителей у журнала Zillo, победителей выбирает журнал Orkus. В 2006 году выходит CD с победившими композициями.
В декабре 2004 года проходит тур „Du bist nie allein“ («Ты не один/одна») совместно с Porn. В конце года ASP меняет менеджмент и агентов. В 2005 году совместно с группой Nuuk состоялся тур Hunger («Голод»). Одноимённый лимитированный  E.P. продавался только во время тура и в онлайн-магазине ASP. 4 июля 2005 года выходит альбом Aus der Tiefe («Из глубины»); наряду с обычным изданием выпущено лимитированное: в диджипак вложен второй диск с дополнительными песнями, ремиксами (среди которых Blutengel и Umbra et Imago, а также фрагмент романа Starfucker Пита Хаммана, начитанный Александром Шпренгом, Сарой Нокс  и Питом Хамманом, с иллюстрациями Инго Рёмлинг (Monozelle) и пронумерованным вручную и подписанным сертификатом.
В марте 2006 года вышел сингл Werben. Кроме CD с тремя треками вышло «люксовое» виниловое издание, сторона В содержала песни, выбранные онлайн самими фанатами, а также  промосингл Schwarzes Blut и CD с ASP Radio Show, якобы вышедшей в эфир радиопередачей, в которой Шпренг отвечает на вопросы интервью, поёт песню Werben и несколько ремиксов других песен ASP и новую песню „Varieté Obscur“. В записи участвуют Томас Саботтка и Костанц Рудерт из Blutengel. Среди других дополнений - четыре постера, сделанных артмастерской Emma, магнит на холодильник и спичечный коробок. Такое изощрённое наполнение (для издания сингла) вызвало разговоры о любви группы к «мишуре» и культу обложки («Werbe- und Verpackungskult»).
В апреле 2006 года ASP проводит с группой Chamber акустический тур Once in a lifetime; группы одновременно находятся на сцене и поют акустические версии песен. В начале автор Томас Сабботка читает свою версию песни Hässlich и отрывки из своей книги Rewind. В октябре 2006 года проходит тур ASP Ich bin ein wahrer Satan («Я — истинный сатана»). Тогда же выходит одноимённый сингл в четырёх различных версиях с различными песнями и иллюстрациями. В каждом из четырёх синглов была часть специального талона; тот, у кого были все 4 части, получал на концерте бесплатный диск Isobel Goudie. Тираж сингла был лимитирован - 1999 штук, а оставшиеся диски Isobel Goudie были после тура испорчены, чтобы диск стал редким коллекционным изданием.

### 2006 - 2009
В марте 2007 года вышел альбом Requiembryo. Кроме стандартного CD, был выпущен двойной CD и двойной LP с оригинальной упаковкой и артворком. Этот альбом завершает цикл Schwarzen Schmetterling. В 2007 году, несмотря на проблемы с правами и сложностями с материалом, вошедшим в альбом, выходит Once In A Lifetime Recollection Box с записями одноимённого тура. Лимитированное и пронумерованное 4-CD-Box издание содержит на дисках 1 и 2 записи с концертов в Дармштадте, Лейпциге и Херфорде, на диске 3 чтение Томаса Саботтки и на диске 4 бонусный материал с саундчеком и пр.
На Wave-Gotik-Treffen 2007 года ASP играла акустический и рок-концерты. Во время акустического концерта Томас Саботтка читал рефрен песни Hässlich. В 2008 году был выпущен официальный Best-Of альбом Horror Vacui. Лимитированное издание содержало двойной СD с DVD диском, содержащим клип на песню Me. В то же время лейбл выпустил Best-Of альбом Interim Works Compendium, не согласованный с группой. Вскоре после этого вышла книга Horror Vacui, в которую вошли тексты одноимённого альбома , частично с добавлениями и многочисленными комментариями от ASP.
В августе 2008 года вышел альбом Zaubererbruder - Der Krabat Liederzyklus по сказке «Крабат» в собственной оригинальной интерпретации. Альбом также вышел в лимитированной версии, и также была выпущена книга  текстами. 5 декабря того же года в составе диска Akoasma вышел первый Live-альбом группы, записанный во время тура Horror Vacui. С этим диском также вышло лимитированное издание с фотоальбомом и третьим дополнительным CD с новыми песнями.
В конце июля 2009 года вышел ещё один Live-альбом ASP, отснятый осенью 2008 года во время тура Von Zaubererbrüdern, Schwarzen Schmetterlingen und anderen Nachtgestalten («О Волшебных братьях, чёрных бабочках и других ночных образах»). Альбом вышел на CD, DVD и Blu-ray Disc. Осенью того же года вышел сингл Wer Sonst?/Im Märchenland. Планировался выпуск одноимённого альбома, но запись была отложена на неопределённое время, так как производство Von Zaubererbrüdern обошлось слишком дорого, а также у Шпренга, по его собственным словам, появились симптомы эмоционального выгорания, и группа объявила, что берёт перерыв для реструктуризации всей деятельности группы и для внутренней работы.

### 2010 - настоящее время
В 2011 году, спустя 11 лет сотрудничества, расходятся пути двух основателей проекта - поэта и вокалиста, Александера Шпренга, и гитариста и продюсера, Маттиаса Амбрэ. Причинами такого разделения в лагере ASP официально заявлены "профессиональные и личностные несостыковки". Помимо Александера в группе остаются и Андрес Госс и Оливер Химмигоффен.
Несмотря на такие серьёзные смены в составе, группа всё же выпускает новый полноформатный альбом, который получил название "Fremd", который выходит 21 октября на лейбле [Trisol] Music Group GmbH.
После релиза трио пополнилось новыми музыкантами: в группу пришли музыканты из Umbra Et Imago, Лутц Деммлер и Сёрен Йордан.
В 2012 году выходит сингл "Eisiige Wirklichkeit" обычным и лимитированным изданием в 5999 копий, на котором помимо ремиксов и live-версий имеется DVD с выступлением ASP на фестивале M'era Luna, а также два интервью.
И вдруг, как гром среди ясного неба, прозвучала новость: из группы уходит ударник Оливер Химмигхоффен, игравший в группе с 2000 года. На его место был незамедлительно приглашен Штефан Гюнтер. Оливер ушел в группу "Die Kammer" созданную экс-участниками ASP Маттиасом Амбрэ и Маркусом Тестори.
16 ноября 2012 года увидел свет новый мини-альбом "GeistErfahrer", вышедший, как обычно, диджипаком и лимитированным изданием, на этот раз насчитывающим всего 3999 копий по всему миру. На 2 августа 2013 года назначен выход нового альбома "Maskenhaft".

## Der Schwarze Schmetterling («Чёрная бабочка»)
Первые пять альбомов ASP тематически относятся к циклу Der Schwarze Schmetterling. Историю рассказывает протагонист (ASP), чья личность распадается надвое: светлая сторона - это и есть ASP, а тёмная воплощена в образе Чёрной бабочки, существа вроде вампира, питающегося не кровью, а душой своего хозяина. Обе стороны борются за главенство, причём Чёрная бабочка действует как силой, так и обольщением.
Место действия - «тёмная башня» («dunkle Turm»), в особенности в альбоме Aus der Tiefe. Это место с бесчисленными запутанными переходами, в которых неосторожный путник может с лёгкостью затеряться.
Кроме того, в том цикле ASP рассказывает историю одного человека, жившего в XIX веке, и одержимого Чёрной бабочкой и под этим влиянием ставшего убийцей.
Цикл должен был состоять из четырёх частей, но из-за обилия материала была выпущена пятая часть Requiembryo, завершающая историю.

## Состав
- Александер «Asp» Франк Шпренг — вокал
- Андреас «Tossi» Гросс — бас-гитара
- Стефан Гюнтер - ударные
- Лутц Деммлер — гитара, бас-гитара, мандолина, клавиатура
- Зёрен Йордан — гитара

### Бывшие участники
- Маркус «Max» Тестори — бэк-вокал
- Хольгер Хартген — бэк-вокал
- Пит Хамманн — бэк-вокал
- Маттиас «Matze» Амбре — гитара
- Макс Либшер - гитара
- Оливер «Himmi» Химмигрофен - ударные

## Дискография

### Альбомы
- 2000: Hast Du mich vermisst? (Der schwarze Schmetterling I) (2004 в составе ре-релиза)
- 2001: Duett (Der schwarze Schmetterling II) (2004 в составе ре-релиза)
- 2003: Weltunter (Der schwarze Schmetterling III) (2004 в составе ре-релиза)
- 2004: Interim Works Compendium (Best Of)
- 2005: Aus der Tiefe (Der schwarze Schmetterling IV)
- 2007: Requiembryo (Der schwarze Schmetterling V)
- 2007: Once in a Lifetime (совместно с группой Chamber)
- 2008: Horror Vacui (The Eeriest Tales of ASP so far) (официальная ретроспектива)
- 2008: Zaubererbruder (Der Krabat-Liederzyklus)
- 2008: Akoasma - Horror Vacui Live
- 2009: Von Zaubererbrüdern - Live & Unplugged
- 2011: Fremd
- 2013: Maskenhaft
- 2015: Verfallen - Folge 1: Astoria
- 2016: Verfallen - Folge 2: Fassaden
- 2017: zutiefst
- 2019: Kosmonautilus
- 2021: ENDLiCH
- 2022: Die letzte Zuflucht (Single)
- 2023: Horrors – A collection of gothic novellas

### EP
- 1999: ASP (Promo-CD)
- 2002: Die Zusammenkunft EP (Duett-Remixe, 2009 ре-релиз в честь 10-летия группы)
- 2005: Hunger (продавался только во время одноимённого тура)
- 2006: Hässlich (CD с фан-ремиксами для конкурса Zillo/Orkus)
- 2006: Humility (совместно с Chamber)
- 2006: Isobel Goudie
- 2007: ASP Live (CD  с тремя треками, только для фан-клуба)
- 2007: Nie Mehr! (Die verschollenen Archive I)
- 2008: Die DJ Archive Vol. 1 (только для диджеев)
- 2008: Die DJ Archive Vol. 2 (только для диджеев)
- 2008: Die DJ Archive Vol. 3 (только для диджеев)
- 2011: Wechselbalg
- 2012: GeistErfahrer

### Синглы
- 2003: Weltunter (Komm zu mir)
- 2003: Stille der Nacht (Ein Weihnachtsmärchen)
- 2004: Ich will brennen
- 2004: Where Do the Gods Go (Promo-CD)
- 2005: Schwarzes Blut (промосингл для диджеев, позднее вошёл в виниловое издание Werben)
- 2006: Werben (в виде Vinyl-Luxus-Royal-Edition и в виде сингла на 3 трека)
- 2006: Ich bin ein wahrer Satan (части 1-4)
- 2006: Ich bin ein wahrer Satan (промо для диджеев)
- 2006: Varieté Obscur (с приложением Bonus-CD рисованый роман „Varieté Obscur“)
- 2007: Duett (Das Minnelied der Incubi) (диджей сингл)
- 2008: Denn ich bin der Meister (диджей промо)
- 2009: Wer sonst? / Im Märchenland

### DVD / Blu-ray
- 2009: Von Zaubererbrüdern - Live & Unplugged

### Отдельные композиции
Nachtschwärmer 3: Und Wir Tanzten

Mondenblut 1: Teach Me War

Orkus Presents The Best Of 2002: Versuchung (Duett)

Orkus Presents The Best Of 2002: She Wore Shadows

Orkus Compilation IX: Geisterjagd (Chris Pohl-Remix)

Sonic Seducer Cold Hands Seduction Vol. 35: Ich Will Brennen

New Signs & Sounds 07-08/05, Zillo Compilation: Hässlich (Ugly Note Rmx)

Orkus Presents The Best Of 2005: Schwarzes Blut

Gothic Compilation Part XXXVI: Coming Home